# Viernheimer Kreuz
Das Viernheimer Kreuz ist ein Autobahnkreuz, das unmittelbar an der Grenze des Bundeslandes Hessen zu Baden-Württemberg liegt. Es befindet sich in der Metropolregion Rhein-Neckar. Hier kreuzt die Bundesautobahn 6 (Saarbrücken – Mannheim – Nürnberg, Europastraße 50) die Bundesautobahn 659 (Viernheim – Weinheim), die in Richtung Mannheim zur Bundesstraße 38 wird.

## Geographie
Das Viernheimer Kreuz liegt am nordöstlichen Rand der Stadt Mannheim auf dem Gebiet der Stadt Viernheim (Hessen) und grenzt direkt an Baden-Württemberg.
Das Viernheimer Kreuz ist die Verbindung von Mannheim ins Rhein-Main-Gebiet über die Bundesautobahn 67 (via A 6) wie auch (über das Autobahnkreuz Weinheim) zur A 5, die hier ca. 5,5 km weiter östlich etwa parallel zur A 6 verläuft.
Auf der A 659 trägt es die Nummer 4, auf der A 6 die Nummer 26.

## Ausbauzustand
Die A 6 ist in diesem Bereich sechsstreifig, die A 659 ist (von Mannheim kommend) bis zum Viernheimer Kreuz sechsstreifig, danach vierstreifig ausgebaut. Alle Überleitungen sind einstreifig.
Das Kreuz ist in Kleeblattform angelegt.

## Verkehrsaufkommen
Das Viernheimer Kreuz wird täglich von etwa 150.000 Fahrzeugen passiert.
| Von                  | Nach                | Durchschnittliche tägliche Verkehrsstärke | Durchschnittliche tägliche Verkehrsstärke | Durchschnittliche tägliche Verkehrsstärke | Anteil Schwerlastverkehr | Anteil Schwerlastverkehr | Anteil Schwerlastverkehr |
| Von                  | Nach                | 2005                                      | 2010                                      | 2015                                      | 2005                     | 2010                     | 2015                     |
| -------------------- | ------------------- | ----------------------------------------- | ----------------------------------------- | ----------------------------------------- | ------------------------ | ------------------------ | ------------------------ |
| AD Viernheim (A 6)   | AK Viernheim        | 69.900                                    | 71.500                                    | 86.300                                    | 12,5 %                   | 13,8 %                   | 13,2 %                   |
| AK Viernheim         | AK Mannheim (A 6)   | 68.600                                    | 70.900                                    | 99.900                                    | 10,4 %                   | 12,1 %                   | 12,2 %                   |
| AS Viernheim (A 659) | AK Viernheim        | 62.800                                    | 55.200                                    | 61.500                                    | 17,4 %                   | 05,1 %                   | 05,3 %                   |
| AK Viernheim         | Autobahnende (B 38) | 52.300                                    | 36.400                                    | 53.200                                    | 02,6 %                   | 04,0 %                   | 05,2 %                   |